# François Babin (théologien)
Pour les articles homonymes, voir François Babin et Babin.
François Babin, professeur de théologie à Angers, doyen de la faculté de théologie, et grand vicaire d'Angers, où il était né, le 6 décembre 1651 et où il meurt le 19 décembre 1734.

## Biographie
François Babin est le fils de François Babin, avocat à Angers en 1640 et mort vers 1657.
Il devient docteur en théologie en février 1676, et procureur à l'Université d'Angers. Au mois de mai 1676, on lui confie la chaire de théologie, malgré l'opposition de l'évêque d'Angers Henri Arnauld. Il devient chancelier de l'Université en 1684.
Dès 1706, le nouvel évêque d'Angers Michel Poncet de La Rivière lui procura le prieuré de Pommier-Aigre, une pension de 1200 fr. sur l'abbaye Saint-Florent de Saumur, et le chargea de rédiger les conférences du diocèse. Il en publia dix-huit volumes qui roulent sur les sacrements, le décalogue, les censures, les monitoires, les irrégularités, les contrats, les bénéfices, etc. Cet ouvrage méthodique, d'un style simple et clair, eut beaucoup de succès. 
Il est l'auteur des 18 premiers volumes des Conférences du diocèse d'Angers, ainsi que du Journal de tout ce qui s'est passé dans l'Université d'Angers au sujet de la philosophie de Descartes, 1679.
Babin était consulté de tous côtés sur les matières ecclésiastiques. Il avait publié, en 1679, une relation de ce qui s'était passé dans l'université d'Angers, au sujet du jansénisme et du cartésianisme. L'auteur n'y est point favorable aux jansénistes, mais l'ouvrage renferme des pièces intéressantes. Vautier, chanoine d'Angers, ajouta au travail de Babin un volume sur les états, et Audebois de la Chalinière, grand pénitencier de la même ville (mort en 1759) trois nouveaux volumes sur la grâce, qui excitèrent de vives réclamations, tant pour la partie historique que pour la partie dogmatique, dont les disciples de Saint Augustin se trouvèrent offensés.
L'abbé Jean-Pierre Cotelle de La Blandinière, ancien curé de Soulaines, en Anjou, et second supérieur des prêtres du Mont-Valérien (mort en 1795), fut chargé par l'assemblée du clergé, avec une pension de cent pistoles, de continuer les Conférences d'Angers, dont il publia dix nouveaux volumes. On lui reproche de s'y être montré trop favorable aux casuistes relâchés, et trop partisan de la domination épiscopale. Il fut vivement attaqué sur cette partie par le savant Gabriel-Nicolas Maultrot, dans l'ouvrage intitulé : Défense du second ordre, etc., 1787, 5 vol. in-12.
Le travail de ces différents auteurs a été réuni en 24 vol. in-12. C'est l'ouvrage le plus complet et le plus généralement répandu qu'on ait en ce genre. Il faut y joindre celui de Chatisel de la Néronière, prieur de Magny, en Anjou, intitulé : Traité du pouvoir des évêques de France sur les empêchements du mariage, pour servir de supplément à la nouvelle édition des Conférences d'Angers, dédié à Pie VI, Avignon, 1782. L'auteur y soutient que les évêques, en aucun temps, n'ont dispensé, de droit commun, des empêchements du mariage, et qu'ils ne peuvent s'en attribuer le pouvoir. Il a été réfuté par G.-N. Maultrot, dans une Dissertation sur les dispenses matrimoniales, Paris, 1789, in-12.